# Liste des seigneurs d'Attichy
 (mai 2020).
Si vous disposez d'ouvrages ou d'articles de référence ou si vous connaissez des sites web de qualité traitant du thème abordé ici, merci de compléter l'article en donnant les références utiles à sa vérifiabilité et en les liant à la section « Notes et références ».
Cette liste recense les seigneurs d'Attichy. Ils tirent leur nom d'Attichy, un bourg au sud-est de la Picardie. Dès le XIIe siècle, la seigneurie d'Attichy est tenue par la maison de Montmorency, elle échoit en 1250 à la branche de Laval ; qui la conserve jusqu'à la mort sans descendance en 1408 de Guy III de Laval. Elle passe alors à la famille de La Roche-Guyon, avant d'être partagée en 1500, à la suite de la mort de Marie de La Roche-Guyon. Les Marillac parviennent à racheter la totalité de la seigneurie au milieu du XVIIe siècle et la transmettent à la maison de La Trémoille, qui la conserve jusqu'à la Révolution.

## Maison de Montmorency
- 1130-1160 : Mathieu Ier de Montmorency (mort en 1160), seigneur de Montmorency. Fils de Bouchard IV de Montmorency ; il épouse Alice FitzRoy vers 1126. Il est fait connétable de France en 1138 par Louis VII le Jeune.
- 1160-1189 : Bouchard V de Montmorency, (mort en 1189), seigneur de Montmorency. Fils du précédent ; il épouse Laurence de Hainaut en 1173.
- 1189-1230 : Mathieu II de Montmorency (mort en 1230), seigneur de Montmorency. Fils du précédent ; il épouse Gertrude de Soissons en 1193 puis Emma de Laval en 1218. Il est fait connétable de France en 1218 par Philippe II Auguste.
- 1230-1250 : Mathieu III de Montmorency (mort en 1250), seigneur d'Attichy. Fils cadet du précédent ; il épouse Marie de Ponthieu vers 1240.

## Maison de Laval
- 1250-1267 : Guy Ier de Laval (mort en 1267), seigneur de Laval. Frère du précédent ; il épouse Philippa de Vitré en 1239 puis Thomasse de La Guerche vers 1257.
- 1267-1320 : Bouchard de Laval (mort en 1320), seigneur d'Attichy. Fils du précédent et de Thomasse de La Guerche, il épouse Béatrice d'Erquery.
- 1320-1338 : Herpin de Laval (mort en 1338), seigneur d'Attichy. Fils du précédent.
- 1338-1386 : Jean de Laval (mort en 1386), seigneur d'Attichy. Frère du précédent.
- 1386-1398 : Guy II de Laval (mort en 1398), seigneur d'Attichy. Neveu du précédent ; il épouse Isabeau de Châtillon puis Ade de Mailly.
- 1398-1408 : Guy III de Laval (mort en 1408), seigneur d'Attichy. Fils du précédent ; il épouse Jeanne de Clermont dont il n'a pas d'enfant.

## Maison de La Roche-Guyon
- 1408-1415 : Guy IV de La Roche-Guyon (mort en 1415), seigneur de La Roche-Guyon. Cousin du précédent et arrière-petit-fils de Bouchard de Laval ; il épouse Perrette de La Rivière.
- 1415-1460 : Guy V de La Roche-Guyon (mort en 1460), seigneur de Bernardville. Fils du précédent ; il épouse Catherine Turpin de Crissé.
- 1460-1497 : Marie de La Roche-Guyon (mort en 1497), dame d'Attichy. Fille du précédent ; elle épouse Michel d'Estouteville en 1448, puis vers 1470-1474 Bertin de Silly.

## Famille de Marillac
- Jusqu'en 1632 : Louis de Marillac (mort décapité en 1632), comte de Beaumont. Proche de Marie de Médicis, il est fait maréchal de France en 1629 par Louis XIII.
- 1632-1637 : Antoine Doni (mort en 1637), « marquis d'Attichy ». Neveu du précédent et fils de Valence de Marillac.
- 1637-1665 : Geneviève Doni, dame d'Attichy. Sœur du précédent ; elle épouse Scipion Diacetto en 1640.
- 1665-1719 : René de Marillac (mort en 1719), seigneur d'Attichy. Cousin de la précédente, il lui achète la seigneurie le 9 juin 1665 ; il épouse Marie Bochart en 1664.

## Maison de La Trémoille
- 1719-1741 : Charles V de La Trémoille (mort en 1741), duc de Thouars. Petit-neveu du précédent ; il épouse Hortense de La Tour d'Auvergne en 1725.
- 1741-1789 : Charles VI de La Trémoille (mort en 1792), duc de Thouars. Fils du précédent ; il épouse Geneviève de Durfort en 1748 puis Maximilienne de Salm-Kirbourg en 1763.

## Armoiries
Les armes des seigneurs d'Attichy de la maison de Laval sont d'or, à la croix de gueules, chargée de cinq coquilles d'or, et cantonnée de seize alérions d'azur ; brisé au premier canton d'argent, au lion de gueules.

## Source partielle
- L'art de vérifier les dates